# Melvin Bibo
Melvin Bibo (Luduon, 6 marzo 1977) è un lottatore nigeriano specializzato nella lotta libera. In carriera ha vinto una medaglia d'oro ed una d'argento ai Giochi panafricani ed è stato per una volta campione africano.

## Palmarès
- Giochi panafricani

Brazzaville 2015: oro nei 74 kg.
Algeri 2007: argento nei 74 kg.
- Campionati africani

Alessandria d'Egitto 2016: bronzo nei 74 kg.
Port Harcourt 2018: oro negli 86 kg
Hammamet 2019: bronzo negli 86 kg
- Giochi del Commonwealth

Glasgow 2014: bronzo nei 74 kg.
Gold Coast 2018; argento negli 86 kg